# Claude François Chauveau-Lagarde

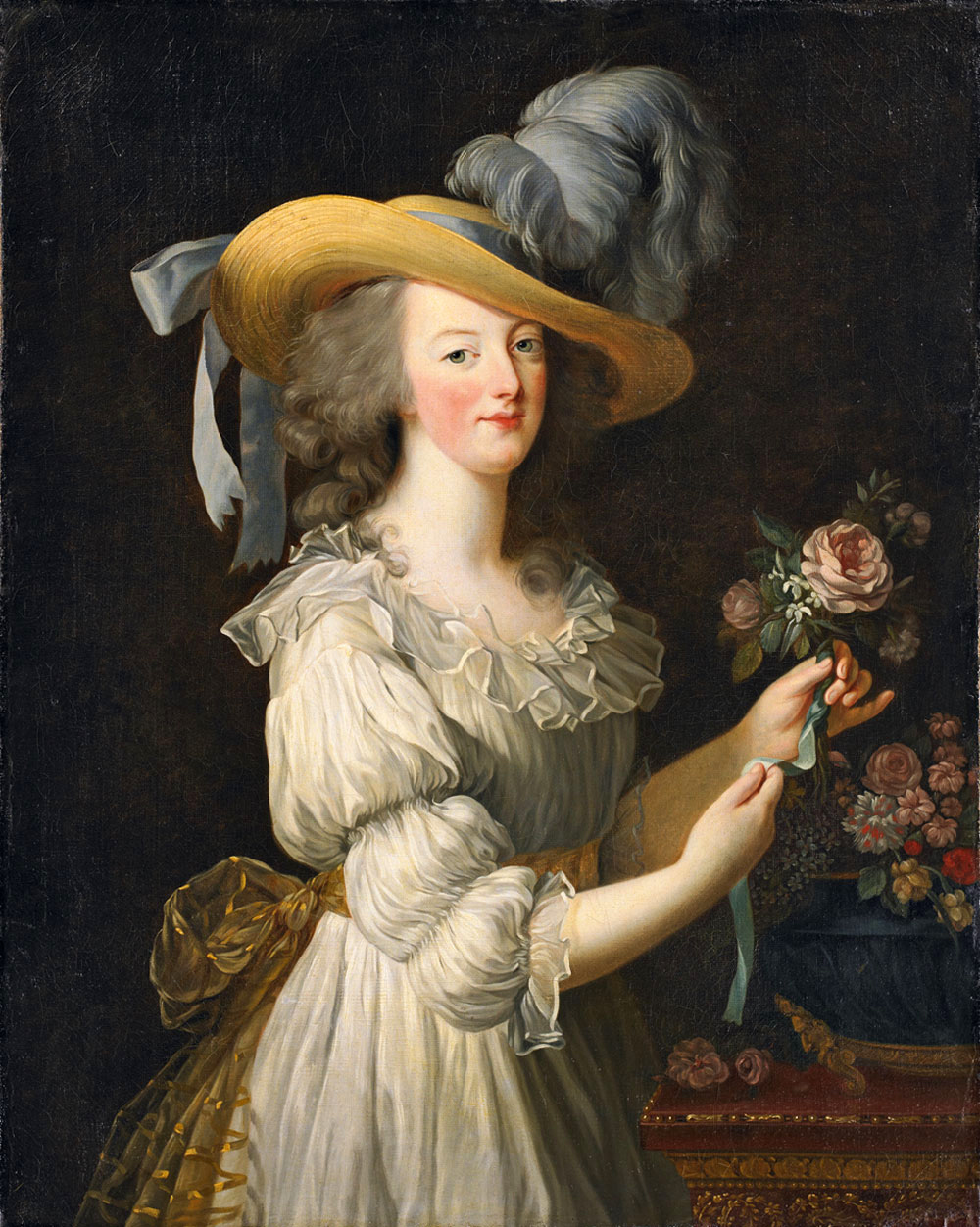
Maria Antonietta, la più celebre assistita di Chauveau-Lagarde, dipinto del 1783 di Élisabeth Vigée Le Brun

Claude François Chaveau-Lagarde (Chartres, 21 gennaio 1756 – Parigi, 19 febbraio 1841) è stato un avvocato e giurista francese, realista moderato, noto per la sua difesa di celebri imputati nei "processi farsa" durante il regime del Terrore della rivoluzione francese, in particolare per essere stato il difensore della regina Maria Antonietta nel 1793.

## Biografia
Nato a Chartres, Chauveau-Lagarde (il cognome originario era Chauveau, ma egli utilizzava il doppio cognome, tuttavia solo nel 1815 un decreto reale lo autorizzò a cambiare ufficialmente nome aggiungendo il cognome materno Lagarde) era già un avvocato rispettato a Parigi quando furono convocati gli Stati Generali del 1789. Pubblicò una speranzosa Théorie des états généraux ou la France régénérée, in cui aspirava, come membro del terzo stato ad una pacifica stagione riformista. Sotto la Rivoluzione continuò ad esercitare la sua professione, ora come défenseur officieux (difensore pubblico). Il suo nome compare nelle liste dei processi civili nella raccolta di Aristide Douarche. Il 16 maggio 1793 difese il generale venezuelano Francisco de Miranda davanti al tribunale rivoluzionario, mentre l'organo giudiziario era ancora tutto sommato benevolente verso gli accusati; grazie alla sua efficace arringa, Miranda fu assolto. Tuttavia, Jean-Paul Marat denunciò Chauveau-Lagarde come un liberatore di colpevoli.
Chauveau-Lagarde si distinse per il suo coraggio morale sotto il regime del Terrore instaurato dai giacobini, dove difese i girondini moderati e i foglianti, come Jacques Pierre Brissot, suo connazionale di Chartres. Difese anche Louis Marie Florent du Châtelet, Jean-Sylvain Bailly, Madame Roland, Madame du Barry (l'ex favorita di Luigi XV, incautamente rientrata in seguito a un viaggio in Inghilterra che però venne equiparato all'emigrazione, che era vietata) e Charlotte Corday, che aveva assassinato Marat. Tutti questi clienti precedentemente nominati furono giustiziati nel 1793. Nessun altro avvocato, nominato sempre come d'obbligo dal tribunale stesso, voleva mai accettare questi casi impopolari.

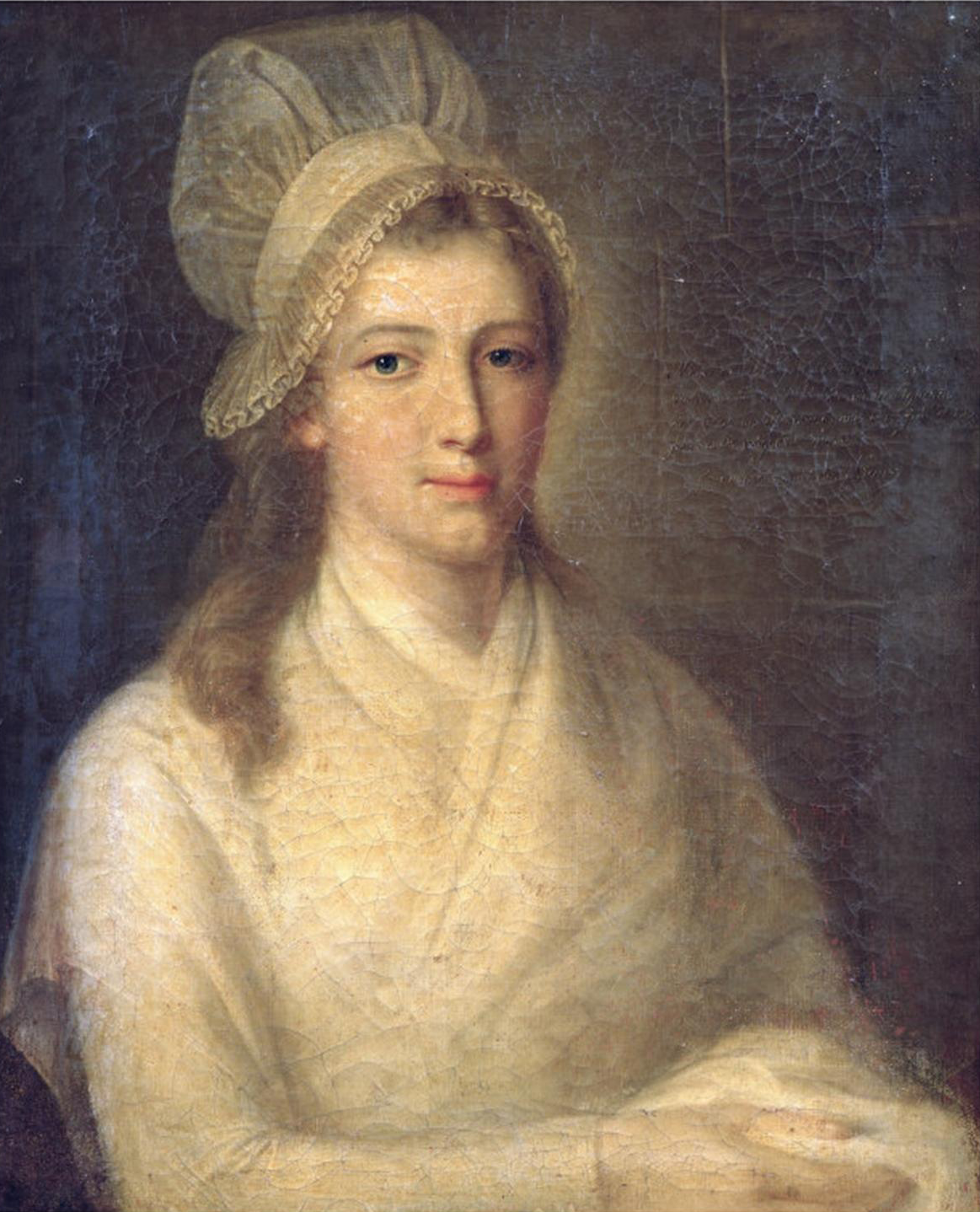
Charlotte Corday

Madame Roland si rivolse a lui per preparare la sua difesa, che intendeva presentare lei stessa davanti ai suoi giudici. Nel caso di Corday, Chauveau-Lagarde sapeva che la sentenza era stata decisa in anticipo, e la Corday, a cui fu assegnato come legale d'ufficio, non intendeva difendersi ma rivendicare il gesto, e si limitò a perorare in sua difesa "l'esaltazione del fanatismo politico" (di fatto chiese l'assoluzione per "infermità mentale temporanea", sebbene ufficialmente non fosse così) che aveva messo il coltello nella sua mano. 

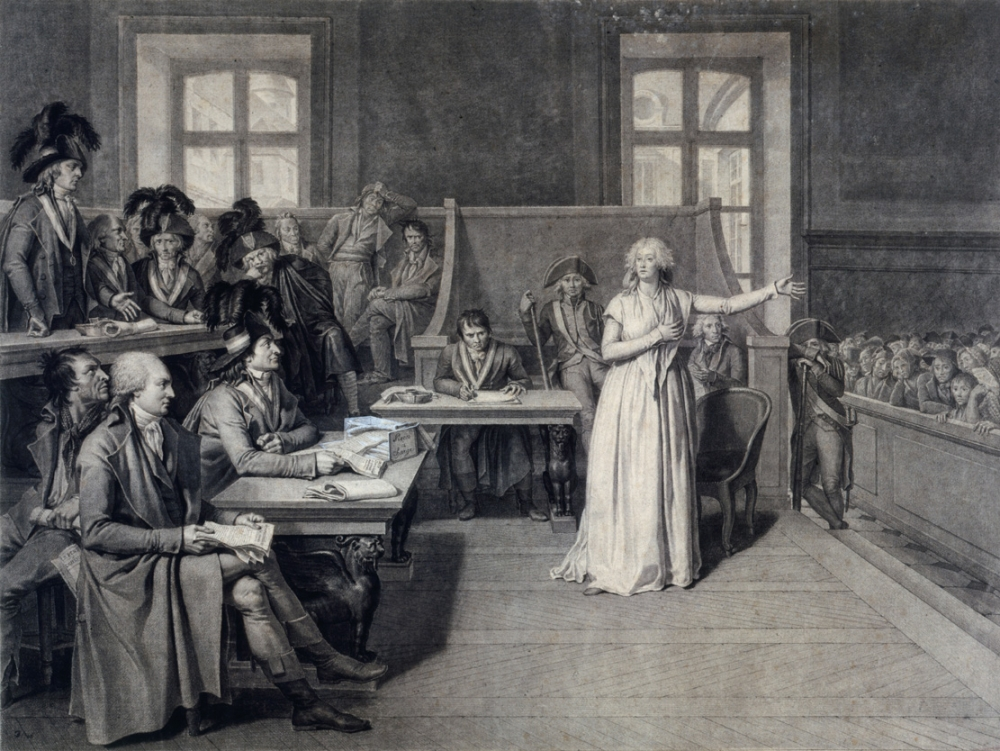
Il processo di Maria Antonietta. Tra i personaggi si vedono Hébert, l'accusatore Fouquier-Tinville sullo sfondo i due difensori tra cui Claude François Chauveau-Lagarde, a destra sul tavolo, con la parrucca.

Il 21 gennaio 1793 Luigi XVI venne ghigliottinato a Parigi su ordine della Convenzione Nazionale. La regina, già incarcerata, fu messa sotto accusa ad ottobre per vari reati inclusi nell'alto tradimento e di aver esaurito il tesoro nazionale con le spese della reggia di Versailles, a cui gli accusatori aggiunsero accuse a sfondo sessuale (portando come prova dei libelli pornografici) per distruggerne l'immagine di donna e madre, come, tra esse, anche l'inconsistente accusa d'incesto fatta firmare con la coercizione al piccolo Luigi XVII, poi ritirata dopo che la regina fece appello alle popolane che la sostennero ("Se non ho risposto, è perché la Natura stessa si rifiuta di rispondere a una simile accusa lanciata contro una madre! Mi appello a tutte le madri che sono presenti!"), suscitando l'ira di Robespierre contro i prosecutori.
L'avvocato di Chartres assunse coraggiosamente la difesa di Maria Antonietta (assieme a lui venne nominato Alexandre Tronson du Coudray) contro i pubblici accusatori il pubblico ministero Antoine Quentin Fouquier-Tinville e il deputato Jacques-René Hébert, particolarmente accaniti. In tutti i processi Chauveau-Lagarde non fu mai intimorito dal famigerato pubblico ministero, anzi apertamente faceva battute con il gusto pungente che lo contraddistingueva.
Inizialmente nel processo di Maria Antonietta, Chauveau-Lagarde chiese un rinvio del dibattimento di tre giorni, ma la regina rifiutò di firmare la lettera di supplica alla Convenzione per richiedere tale rinvio. L'avvocato riuscì a ottenere infine la firma indirizzando la busta a nome dei legali e non di Maria Antonietta e ricordandole che il processo avrebbe colpito indirettamente anche i suoi figli e parenti, ma il documento, ritrovato tra le carte di Robespierre, non giunse mai a destinazione.
Comunque, sebbene convocato poco tempo prima dell'inizio del processo (era fuori Parigi), lavorò con tanto zelo che il Comitato di Salute Pubblica guidato da Robespierre, Danton e Barère si insospettì; una volta pronunciata la sentenza di morte contro la regina (notte tra il 15 e il 16 ottobre), ghigliottinata il 16 ottobre, l'avvocato fu subito convocato davanti ai rappresentanti dello stesso Comitato (dopo che col collega fu arrestato e dovette passare il resto della notte alla Conciergerie), interrogato su presunte "confidenze" e accusato di averla difesa fin troppo bene, ma riuscì a giustificare il suo operato, sostenendo di aver solo chiesto di portare le prove dei delitti, che invece i due accusatori non produssero (Maria Antonietta fu condannata solo sulla base di sospetti, del ruolo di consorte reale, della tentata fuga a Varennes con il re e i due figli organizzata dal conte svedese Fersen, e su alcune lettere inviate ai famigliari).
(Chauveau-Lagarde a Fouquier-Tinville durante il processo a Maria Antonietta)
A differenza dell'avvocato del re, Malesherbes, Chauveau-Lagarde riuscì a scampare al Terrore rivoluzionario, nonostante abbia rischiato la ghigliottina diverse volte.
Nel 1794 assunse la difesa di Madame Elisabeth, sorella del re Luigi XVI, senza che gli fosse permesso di avere nemmeno un colloquio con la sua cliente, che fu rapidamente condannata e ghigliottinata. Un altro caso degno di nota fu quello di un gruppo di donne accusate di aver accolto l'invasore re di Prussia con confetti. Dodici del gruppo furono successivamente giustiziate nel 1794, e ispirarono il poema di Victor Hugo Le vergini di Verdun, mentre per altre ottenne l'assoluzione. Egli difese anche ventisette imputati tra i difensori realisti della cittadina di Tonnerre.
In seguito, su proposta di Barère, all'approvazione della severissima legge del 22 pratile anno II (10 giugno 1794), che sopprimeva - contro il parere di Fouquier-Tinville che voleva salvaguardare la forma giuridica - l'appello e il ruolo degli avvocati della difesa dei sospetti (e riduceva la sentenza ad assoluzione o ghigliottina) si ritirò nella sua città natale. Lì fu arrestato, accusato dal suo acerrimo rivale Fouquier-Tinville di aver dimostrato troppa indulgenza verso i controrivoluzionari e di essere un reazionario. Il suo mandato d'arresto specificava la sua comparizione davanti al Tribunale rivoluzionario in tre giorni, ma rimase quasi dimenticato in detenzione per sei settimane, il che lo salvò dalla ghigliottina. Dopo la reazione termidoriana (27 luglio 1794) fu rimesso in libertà il 5 agosto come quasi tutti i prigionieri. Secondo alcuni, il pubblico ministero aveva sviluppato una sorta di rispetto per l'avversario e aveva ritardato il processo, ma ciò è controverso e deriva da una frase pronunciata da Fouquier-Tinville al processo contro di lui nel 1795 ("se avessi fatto il mio dovere, Chauveau-Lagarde non sarebbe qui per deporre contro di me"). Chauveau-Lagarde rese infatti la propria testimonianza, convocato dall'accusa, quando l'ex pubblico ministero fu condannato alla ghigliottina nel periodo della Convenzione termidoriana. Fouquier-Tinville era già stato denunciato il 10 termidoro - ed in seguito si era costituito credendo di essere al sicuro, pensando di aver fatto "il proprio dovere" indipendentemente, senza seguire le direttive di Robespierre o Saint-Just - dal giornalista ex giacobino e ora muscadin termidoriano Louis-Marie-Stanislas Fréron, con diverse accuse pendenti tra cui aver giustiziato senza prove diverse migliaia di cittadini parigini. Durante il primo Terrore bianco Chauveau-Lagarde si tenne in disparte dai disordini.

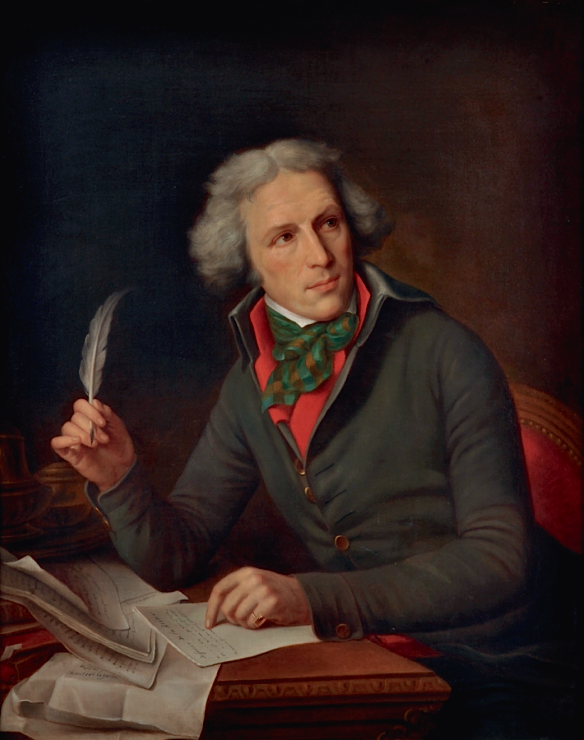
Ritratto di Claude François Chauveau-Lagarde eseguito da François Marseille (fine del XVIII secolo)

I suoi colleghi di sezione elessero poi l'avvocato presidente della sezione locale ("l'Unité"), il quartiere più monarchico di Parigi, vicino al Club di Clichy, i monarchici costituzionalisti attivi nel periodo del Direttorio. Compromesso dall'insurrezione monarchica del 13 vendemmiaio (5 ottobre 1795, seguita alle proteste monarchiche per l'approvazione della Costituzione francese del 1795), questa volta fu processato in contumacia e condannato a morte. Rimase in clandestinità, in attesa del ritorno della calma. Quando finalmente ricomparve, la sua condanna fu annullata.
Con il ritorno dell'ordine pubblico sotto il Direttorio (2 novembre 1795 - 9 novembre 1799) riprese la sua professione. Nel 1797 fu incaricato della difesa dell'Abbé Charles Brottier, per il quale ottenne l'assoluzione, come fece per diversi realisti accusati di cospirazione. Ottenne assoluzioni per alcuni tra gli chouan incriminati per il sequestro di Dominique Clément de Ris (1800), per Jean-Baptiste Jourdan, e il Generale Dupont, con il suo consueto coraggio ed eloquenza. Nel 1798 fu segretario generale degli avvocati, incaricato di controfirmare i bulletines de loi del Direttorio. Continuò ad esercitare durante l'Impero di Napoleone difendendo con alterna fortuna diversi realisti coinvolti in complotti o attività politica contro Napoleone. Al momento della separazione da Napoleone, anche l'imperatrice Giuseppina di Beauharnais chiese la consulenza legale di Chauveau-Lagarde.

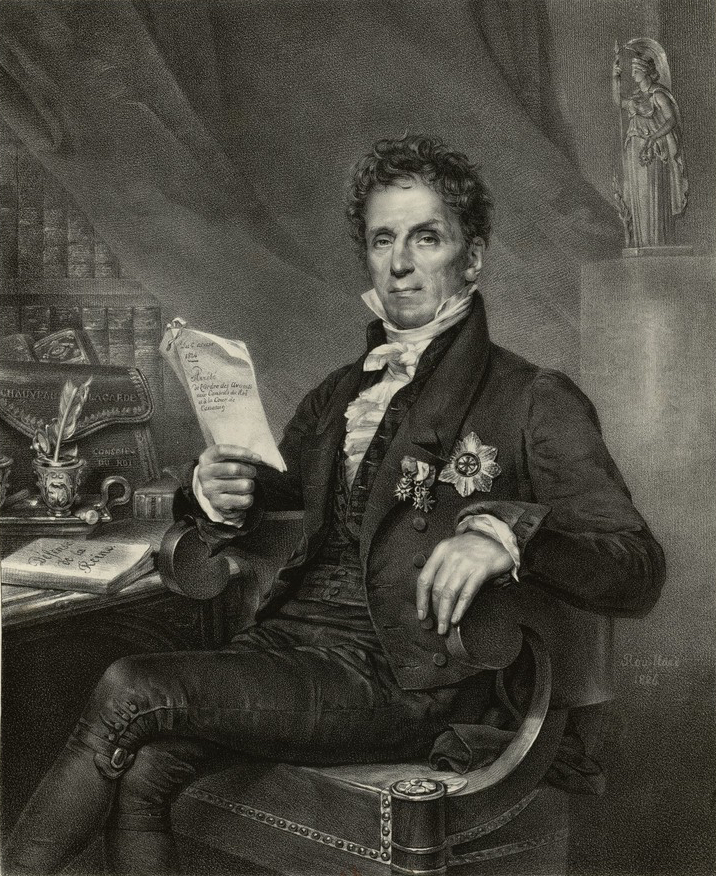
Ritratto del 1824-25

Dopo la Restaurazione borbonica definitiva, divenne avocat au Conseil du Roi sotto Luigi XVIII e Carlo X, cavaliere della Legion d'Onore (1814) e presidente del Conseil de l'ordre des avocats e fu nominato consigliere della Corte di cassazione (1828).
Al suo rientro in Francia, al seguito degli zii, Maria Teresa Carlotta (Madame Royale), figlia superstite di Maria Antonietta, quando incontrò il Conseil du Roi venuto a renderle omaggio, lo salutò con profonda deferenza.
Nel 1816 difese inutilmente il generale napoleonico Jean-Gérard Bonnaire, poi fucilato per aver aderito ai Cento giorni, durante la seconda fase del Terrore bianco del 1815-16, e anche negli anni 1820-30 era ancora attivo.
Chauveau-Lagarde morì a Parigi in tarda età nel 1841, durante il periodo della monarchia di luglio, e fu sepolto nel cimitero di Montparnasse.

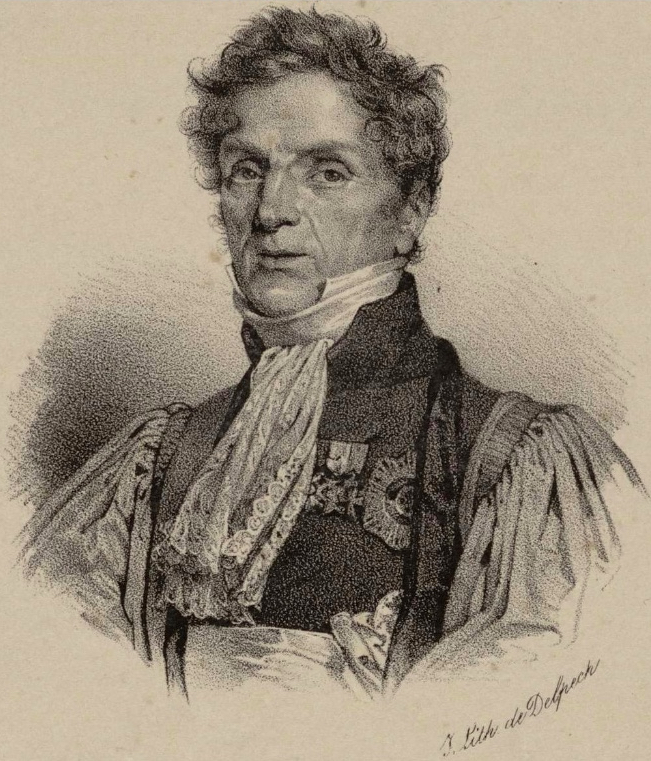
Chauveau-Lagarde nel 1833

### Famiglia
Sposato con Scholastique Mélanie Thérèse Meslier, ebbe un figlio, Urbaine, nel 1798, che seguì le orme del padre come giurista, ed ebbe anche lui la Legion d'Onore.

## Personalità
Fu descritto come di carattere amabile e giocoso, noto per le sue battute argute, si dilettava a comporre versi. Quando raccontava un aneddoto, le sue parole erano vivaci, animate, i suoi occhi brillavano di luce. Era molto modesto e pieno di dedizione ai suoi amici.

## Clienti più famosi
- Maria Antonietta, regina consorte di Francia
- Madame Elisabeth, sorella di Luigi XVI
- Pierre Dupont de l'Étang, generale
- Jean-Baptiste Jourdan, generale bonapartista
- Jacques Pierre Brissot, leader dei girondini
- Jean-Sylvain Bailly, enciclopedista ed ex sindaco fogliante di Parigi
- Manon Roland, leader girondina
- Madame du Barry, ex favorita di Luigi XV
- Francisco de Miranda, generale
- Charlotte Corday, assassina di Jean-Paul Marat

## Commemorazioni

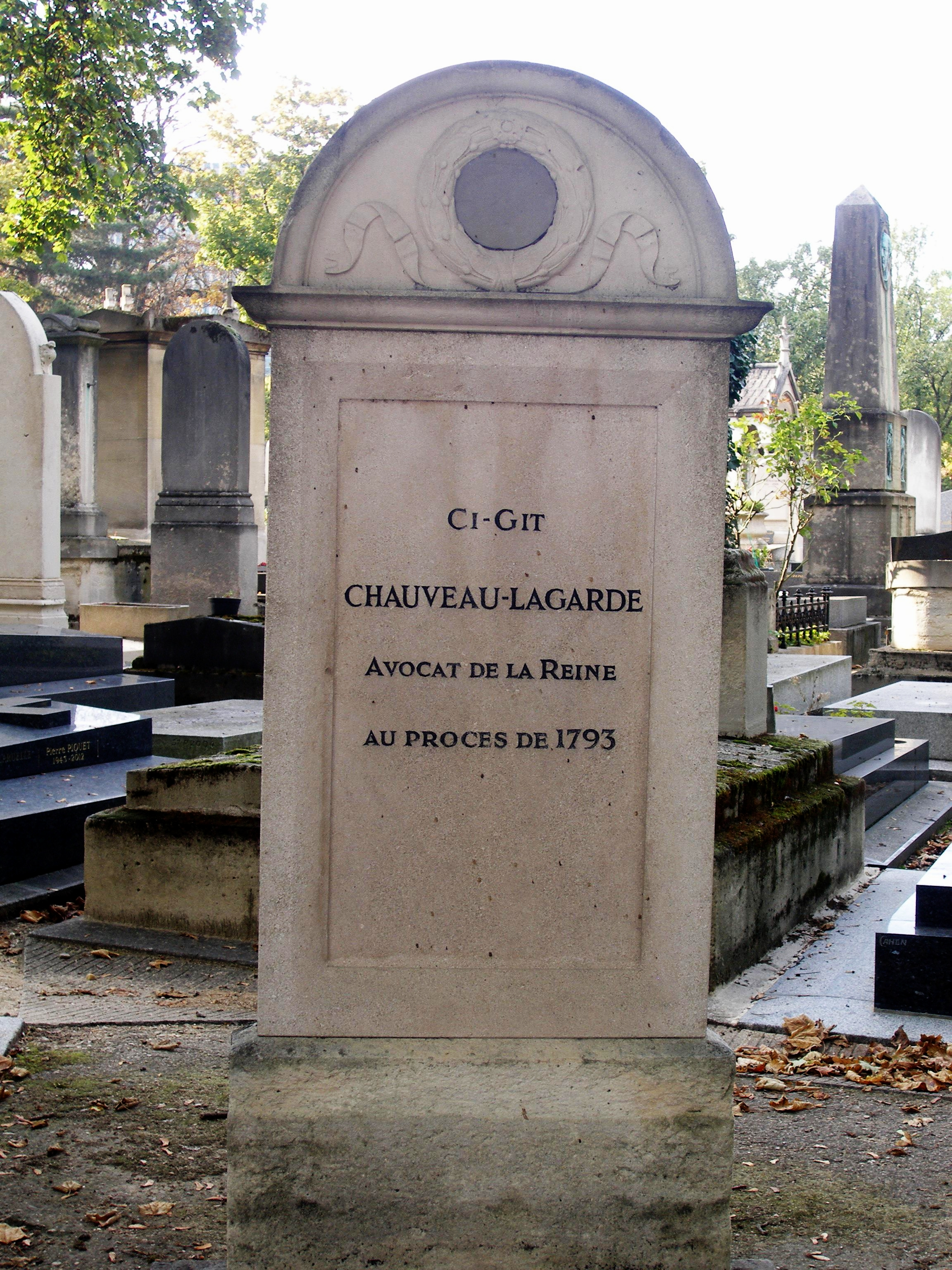
Tomba di Chauveau-Lagarde a Montparnasse. L'epitaffio recita "avvocato della Regina al processo del 1793"

È commemorato con una strada, rue Chaveau-Lagarde a Parigi, e un'altra nella sua città natale.
Nel capitolo finale della sua opera del 1891 La Cavaliera della Morte, lo scrittore Léon Bloy si identifica nel ruolo di avvocato di Maria Antonietta che fu di Chauveau-Lagarde, pronunciando tuttavia un discorso dai toni mistico-religiosi.
Il 16 ottobre 2018, per i 225 anni dell'esecuzione della regina, è stato celebrato da una mostra in suo onore presso la Cappella Espiatoria di Parigi (che sorge sull'ex cimitero della Madeleine, primo luogo di sepoltura della coppia reale dal 1793 fino alla solenne traslazione a Saint-Denis del gennaio 1815), intitolata Chauveau-Lagarde, avocat de Marie-Antoinette. Un défenseur au tribunal révolutionnaire

## Cultura di massa
Nella film TV francese Marie-Antoinette del 2006 (uscito lo stesso anno dell'omonimo film di Sofia Coppola) è interpretato da Patrick Caux.